# Ickworth
Ickworth är en civil parish i distriktet West Suffolk i Suffolk i England. Den har 30 invånare (2001). Byn nämndes i Domedagsboken (Domesday Book) år 1086, och kallades då Ikewortha.